# Psechrus singaporensis
Psechrus singaporensis är en spindelart som beskrevs av Tord Tamerlan Teodor Thorell 1894. Psechrus singaporensis ingår i släktet Psechrus och familjen Psechridae. Inga underarter finns listade i Catalogue of Life.